# Високосный год

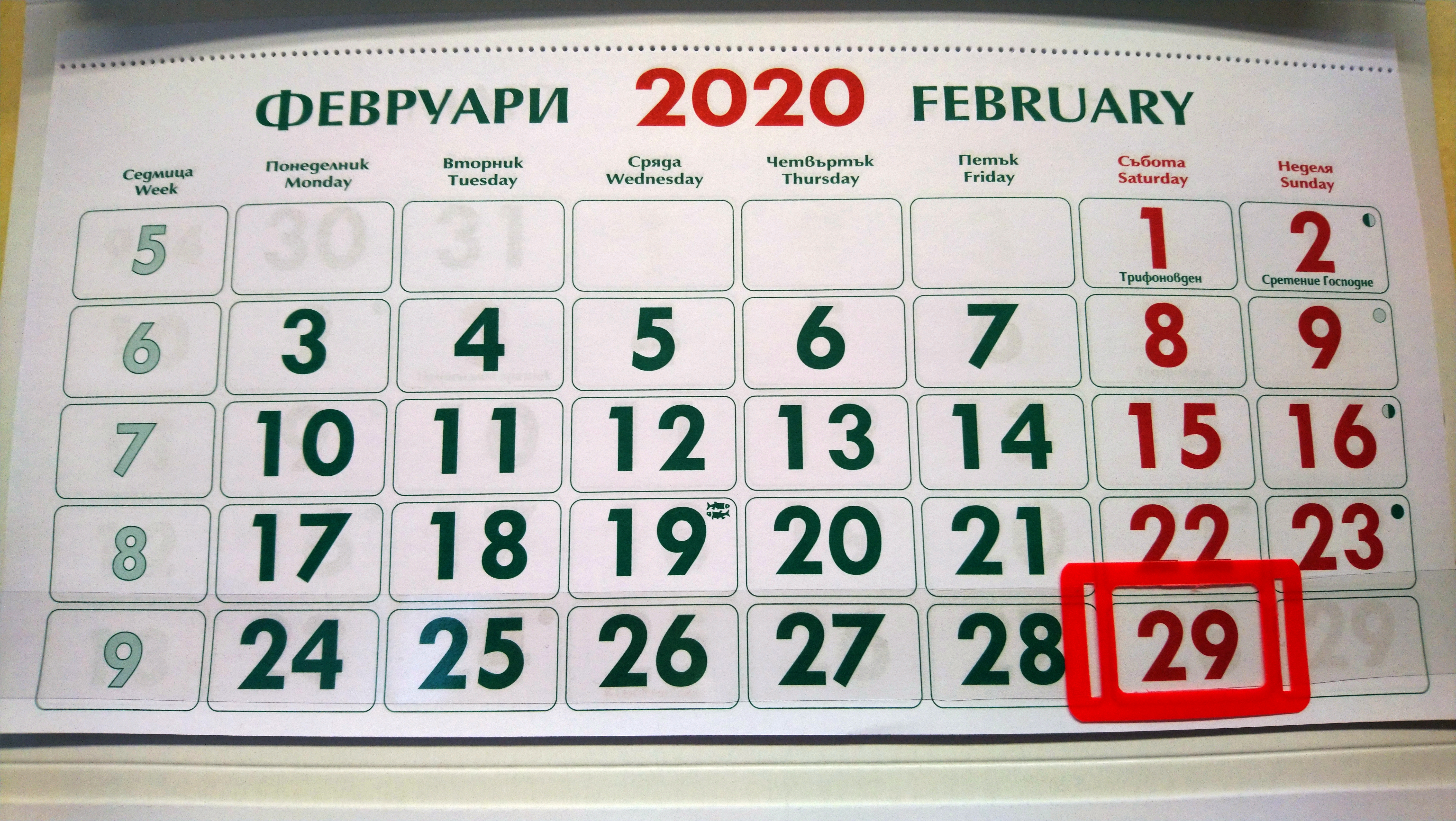
В феврале 2020 года 29 дней

Високо́сный год (от лат. bissextus — «дважды шестой») — календарный год, содержащий в солнечных календарях дополнительный день, в лунно-солнечных календарях — дополнительный месяц для синхронизации с астрономическим, или сезонным годом. Год, не являющийся високосным, называется невисокосным годом. В юлианском и григорианском календарях добавочным днём високосного года является 29 февраля.

## История введения
С 1 января 45 года до н. э. римский диктатор Гай Юлий Цезарь ввёл календарь, разработанный в Риме александрийскими астрономами во главе с Созигеном, который был основан на том, что астрономический год примерно равен 365,25 суток (365 суткам и 6 часам). Этот календарь был назван юлианским. Три года считалось по 365 суток, а в каждый четвёртый год, чтобы компенсировать накапливающееся шестичасовое отставание, добавлялись одни дополнительные сутки в феврале.
В римском календаре дни считались по отношению к последующим календам (первый день месяца), нонам (5-й или 7-й день) и идам (13-й или 15-й день месяца). Так, день 24 февраля обозначался как ante diem sextum calendas martii («шестой день [до] мартовских календ»). Ранее перед этим днём периодически вставлялся дополнительный месяц для корректировки календаря. В новом календаре Цезарь постановил добавлять один дополнительный день, называемый «вторым шестым днём мартовских календ» (лат. bis sextus). Год, содержащий «второй шестой» день, получил название високосного. Первым високосным годом стал 45 год до н. э.
Цезарь был убит через два года после введения нового календаря, второй високосный год начался уже после его смерти. Возможно, этим объясняется тот факт, что жрецы, отвечавшие за функционирование календаря, не поняли принцип введения добавочного дня каждый четвёртый год, и вместо этого стали вводить добавочный день в феврале каждый третий год (предполагается, что они отсчитывали четвёртый от года, предшествующего високосному). В течение 36 лет после Цезаря високосным был каждый третий год, и лишь затем император Август восстановил правильный порядок следования високосных лет (а также отменил несколько последующих високосных лет, чтобы убрать накопившийся сдвиг). Из сопоставления римских и египетских датировок по оксиринхскому папирусу, опубликованному в 1999 году, было установлено, что високосными годами в Риме были 42, 39, 36, 33, 30, 27, 24, 21, 18, 15, 12, 9 годы до н. э., 8, 12 годы и в последующем каждый четвёртый год.

## Григорианский календарь
Средняя продолжительность тропического года (время между двумя весенними равноденствиями) составляет примерно 365 суток 5 часов 49 минут. Разница между продолжительностью среднего тропического года и среднего юлианского календарного года (365,25 суток) составляет около 11 минут, из этих 11 минут приблизительно за 128 лет складываются одни сутки.
По истечении нескольких столетий было замечено смещение дня весеннего равноденствия, с которым связаны церковные праздники. К XVI веку весеннее равноденствие наступало примерно на 10 суток раньше 21 марта, используемого для определения дня Пасхи.
Чтобы компенсировать накопившуюся ошибку и избежать подобного смещения в будущем, в 1582 году римский папа Григорий XIII провёл реформу календаря. Чтобы средний календарный год лучше соответствовал солнечному, было решено изменить правило високосных годов. По-прежнему високосным оставался год, номер которого кратен четырём, но исключение делалось для тех, которые были кратны 100. Такие годы были високосными только тогда, когда делились ещё и на 400.
Отсюда следует распределение високосных годов:
- год, номер которого кратен 400, — високосный;
- остальные годы, номер которых кратен 100, — невисокосные (например, годы 1700, 1800, 1900, 2100, 2200, 2300);
- остальные годы, номер которых кратен 4, — високосные[6];
- все остальные годы — невисокосные.

Таким образом, григорианский календарь значительно точнее юлианского, но всё равно не лишён недостатков. Лишний (юлианский) високосный год в нём пропускается в среднем раз в 133,3 года (400/3), а не раз в 128 лет (более точным и равномерным был бы календарь, исключающий один лишний день раз в 128 лет, то есть считающий невисокосным каждый 32-й високосный год юлианского календаря).
Последние годы веков, оканчивающиеся на два нуля, в трёх случаях из четырёх не являются високосными. Так, 1700, 1800 и 1900 годы не являются високосными, так как они кратны 100 и не кратны 400. 1600 и 2000 годы — високосные, так как они кратны 400. 2100, 2200 и 2300 годы — невисокосные.
Високосным годом был 2024 год, следующим будет 2028 год.

## Еврейский календарь
В еврейском календаре високосным годом называют год, к которому добавляют месяц, а не день. Причина этого в том, что еврейский календарь основывается на лунном синодическом месяце (среднем промежутке времени между одинаковыми фазами Луны) продолжительностью 29,53059 средних солнечных суток, и поэтому год из двенадцати лунных месяцев отстаёт от астрономического солнечного года примерно на 11 дней. Для приравнивания лунных лет к солнечным годам вводится високосный год из тринадцати лунных месяцев. В 19-летний цикл входят 12 простых и 7 високосных лет (3-й, 6-й, 8-й, 11-й, 14-й, 17-й и 19-й годы), что составляет 235 лунных месяцев. Усреднённая длина года в пересчёте составляет 235 × 29,53059 / 19 = 365,24677 дня.
Дополнительный месяц называется Адар Алеф («первый Адар») и добавляется перед Адаром, который затем становится Адар Бет («второй Адар»). Это делается для того, чтобы Песах всегда был весной, как того требует Тора (Пятикнижие) во многих стихах, касающихся этого еврейского праздника.

## Исламский календарь
Наблюдаемая и рассчитанная версии исламского календаря не имеют регулярных високосных дней, хотя в обоих случаях лунные месяцы содержат 29 или 30 дней, как правило, в чередующемся порядке. Однако табличный исламский календарь, используемый исламскими астрономами в Средние века и до сих пор используемый некоторыми мусульманами, имеет регулярный високосный день, добавленный к последнему месяцу лунного года в 11-й год 30-летнего цикла. Этот дополнительный день находится в конце последнего месяца, зу-ль-хиджа, который также является месяцем хаджа.
Календарь хиджра-шамси, принятый Ахмадитами, основан на солнечных расчётах и имеет цикл в 33 года (в григорианском календаре цикл равен 400 годам), в котором 8 високосных лет по 366 дней. Первый год этого календаря начинается с хиджры.